# セネガルの世界遺産
セネガルの世界遺産（セネガルのせかいいさん）はユネスコの世界遺産に登録されているセネガルの文化・自然遺産の一覧。

## 文化遺産
- ゴレ島 -（1978年）
- サン＝ルイ島 -（2000年）
- セネガンビアの環状列石 -（2006年）
  - ガンビアにまたがる。
- サルーム・デルタ - （2011年）
- バサリ地方 : バサリ、フラ、ベディクの文化的景観 - （2012年）

## 自然遺産
- ニョコロ＝コバ国立公園 -（1981年）
- ジュッジ鳥類国立公園（ジュッジ国立鳥類保護区） -（1981年）

## 複合遺産
なし